# أوين غيلبرت
أوين غيلبرت (بالإنجليزية: Owen Gilbert)‏ هو سياسي أسترالي، ولد في 1868، وتوفي في 13 نوفمبر 1934 في أستراليا. حزبياً، نشط في حزب العمال الأسترالي. وقد انتخب عضو الجمعية التشريعية نيو ساوث ويلز.